# Wolfgang Remmele
Wolfgang Remmele (* 16. Mai 1930 in Frankfurt am Main; † 16. Oktober 2021 in Wiesbaden) war ein deutscher Pathologe.

## Leben
Nach seinem Abitur 1949 studierte er bis 1955 Medizin und bildete sich anschließend zum Facharzt der Pathologie weiter. 1961 folgte seine Habilitation in Heidelberg und Kiel. Von  1963 bis 1968 lehrte er in Kiel als außerplanmäßiger Professor, bis er im Jahr 1968 zum Direktor des Institutes für Pathologie der Kliniken in Wiesbaden ernannt wurde.

## Schriften (Auswahl)
- Aufs Korn genommen. Gereimte Betrachtungen über Jagd und Jäger. Hamburg 1982, ISBN 3-490-23311-5.
- Brüsseler Spitzen. Gereimte Anmerkungen zu grünen Ungereimtheiten. Hamburg 1989, ISBN 3-490-23511-8.
- Jagd macht Jagd. Gereimte grüne Erlebnisse und Erfahrungen. Melsungen 2003, ISBN 3-7888-0815-2.
- Gottlob gibt's das Mikroskop. Eine Pathologie in Reimen. Darmstadt 2003, ISBN 3-7985-1378-3.